# Hedwig von Restorff
Hedwig von Restorff (née le 14 décembre 1906 à Berlin et morte en 1962 à Fribourg-en-Brisgau) est une psychologue allemande. Spécialisée dans le domaine de la psychologie de la forme, elle est surtout connue pour sa découverte de l'effet von Restorff.

## Biographie
Hedwig von Restorff fait des études de philosophie, psychologie et sciences naturelles à l'université Humboldt de Berlin. Elle soutient une thèse de doctorat sous la direction du psychologue Wolfgang Köhler en 1933, puis mène une recherche postdoctorale avec lui.
La même année, elle publie dans la revue Psychologische Forschung (en) un premier article consacré à sa découverte, intitulé « Über die Wirkung von Bereichsbildung im Spurenfeld », connue comme « l'effet von Restorff ». Dans cette étude, elle met en évidence que dans une liste donnée d'items, certains sont plus faciles à mémoriser, et elle propose l'explication que cela est en relation avec le fait qu'ils diffèrent de quelque manière des autres, par leur couleur, leur forme ou leur catégorie sémantique. Elle publie un deuxième article, en 1935, qu'elle cosigne avec Wolfgang Köhler, intitulé « Zur Theorie der Reproduktion : Analyse von Vorgängen im Spurenfeld ».
On ne connaît pas d'autres publications d'Hedwig von Restorff, Wolfgang Köhler quant à lui, s'exile aux États-Unis peu après.

## Paradigme de l'isolation
Von Restorff n'est pas la première à appliquer le « paradigme de l'isolation » (isolation paradigm) dans une étude. Des chercheurs ont ainsi utilisé cette approche pour observer des effets sur la mémoire. Cependant, les travaux de von Restorff mettent en lumière l'effet associé,,,.

## Publications
- « Über die Wirkung von Bereichsbildung im Spurenfeld » [On the effects of the formation of a structure in the trace field], Psychologische Forschung, n°18, p.299-342, 1933.
- « Zur Theorie der Reproduktion : Analyse von Vorgängen im Spurenfeld », avec Wolfgang Köhler, Psychologischen Institut der Universität Berlin, 26 novembre 1935.